# Alexandre I da Escócia
Alexandre I (Gaélico escocês: Alaxandair mac Maíl Coluim; Dunfermline, c. 1078 – Stirling, 23 de abril de 1124), também conhecido como Alexandre, o Feroz, foi o Rei da Escócia de 1107 até sua morte. Era filho do rei Malcolm III e de Margarida de Wessex, sucedendo no trono seu irmão Edgar.
Casou a cerca de 1107 com Sibila da Normandia, filha de Sibila Corbet, esta filha ilegítima de Henrique I, com quem teria fundado o priorado de Scone. 
Alexandre sucedeu a seu irmão o rei Edgar. Os territórios da coroa, segundo o testamento do irmão, Edgar, foram divididos entre Alexandre (a coroa e a Escócia ao norte do Forth de Clyde) e David (o distrito do Sul e o título de conde da Cumbria), mantendo a anglicização de seus Estados. A Cúmbria era terra que, além de parte da Cumberlandia, incluia o Sul, com exceção da região chamada Lothian. 
Foi um rei forte, apoiava a Igreja, fundou uma abadia na ilha de Inchcolm, no estuário do Forth, e um priorado em Scone. Fundou outras abadias e alguns bispados, construiu catedrais e igrejas . Embora tecnicamente vassalo da Inglaterra, dissuadiu os bispos escoceses de aceitarem a autoridade de York, e nomeou o biógrafo de sua mãe, Rugot, para a sé de Santo André. Foi descrito como culto e devoto. Em sua época, os mormaers começaram a ser chamados come ou condes(earl) (por volta de 1114),
Sem posteridade legítima, foi sucedido pelo irmão como David I da Escócia (c.1080 - 1153).
Seu bastardo Malcolm Macheth (1110-1168) foi feito primeiro conde de Ross em 1157.